# Landwind
Landwind — китайский производитель автомобилей, основанный в 1998 году и упразднённый в 2021 году.

## История
История компании Landwind берёт своё начало в 1998 году, когда председатель JMCG Сунь Мин основал компанию Jiangling Lufeng (Landwind) Automobile Co., Ltd. Его намерением было создать независимую марку, чтобы усилить собственное техническое развитие JMCG и уменьшить её зависимость от Ford и Isuzu. Автомобили разрабатывались компанией Lufeng и выпускались компанией Isuzu. Однако компания Ford выступила против проекта, и компания Isuzu прекратила сотрудничество с Lufeng. Продажи автомобилей начались в 2002 году, а в ноябре 2004 года компания стала принадлежать концерну Jiangling Motor Holding.
В ноябре 2012 года дебютировал первый автомобиль компании — Landwind X5. Конфликты возникали в 2005 и 2016 годах ввиду того, что название Landwind отсылалось на британского производителя Land Rover.
В 2016 году было продано 80000 автомобилей, а в 2019 году — около 1000. В 2021 году компания была упразднена.

## Продукция
- Landwind X2 (2017—2021) — кроссовер[9]
- Landwind X5 (2013—2021) — кроссовер[10][11]
- Landwind X8 (2009—2021) — внедорожник
- Landwind Xiaoyao (2018—2021) — компактный кроссовер[12]
- Landwind Rongyao (2019—2021)
- Landwind X6 (2005—2016) — внедорожник
- Landwind X7 (2015—2019) — кроссовер[13]
- Landwind X9 (2001—2009) — внедорожник
- Landwind CV9 (2005—2011) — компактвэн[14]
- Landwind Forward (2006—2011) — седан

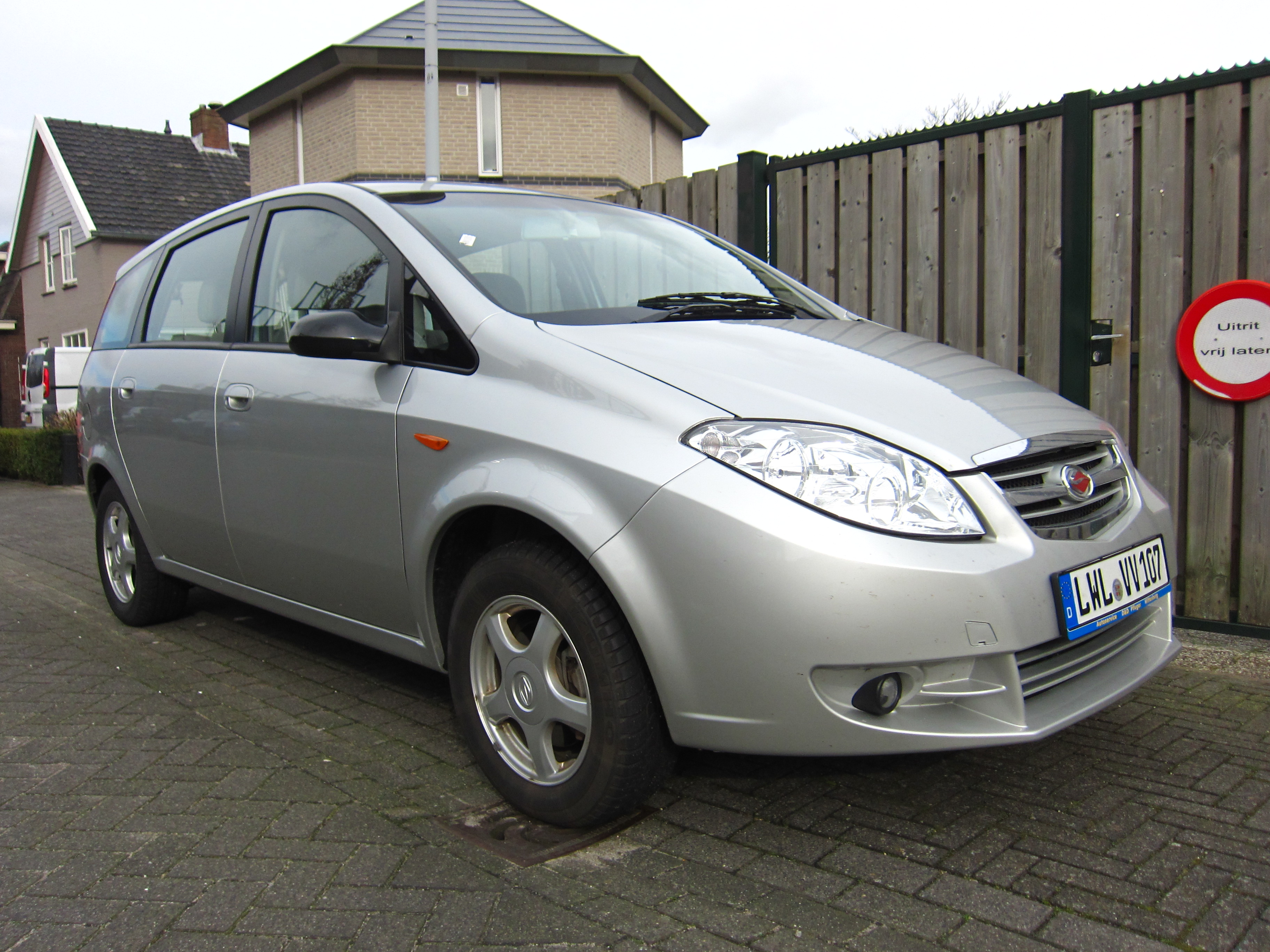
Landwind CV9
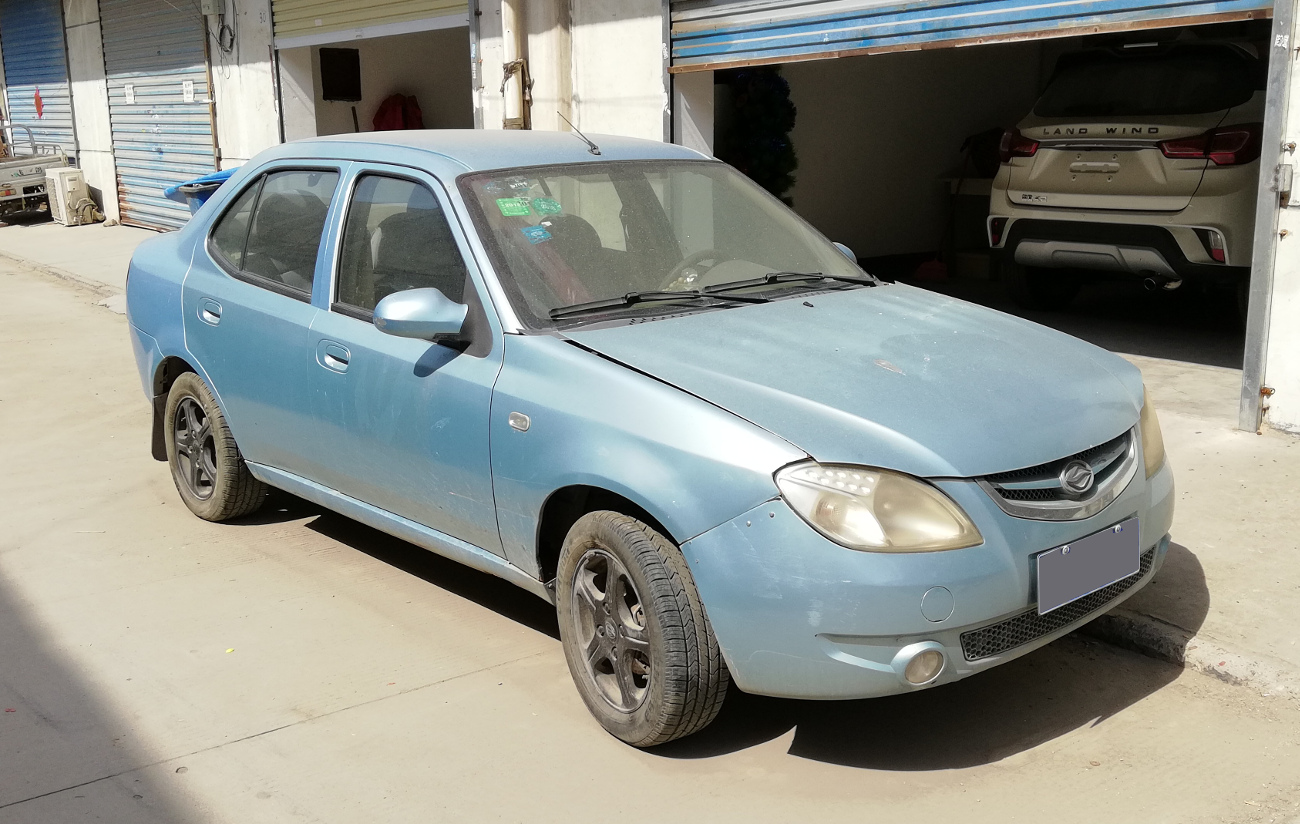
Landwind Forward
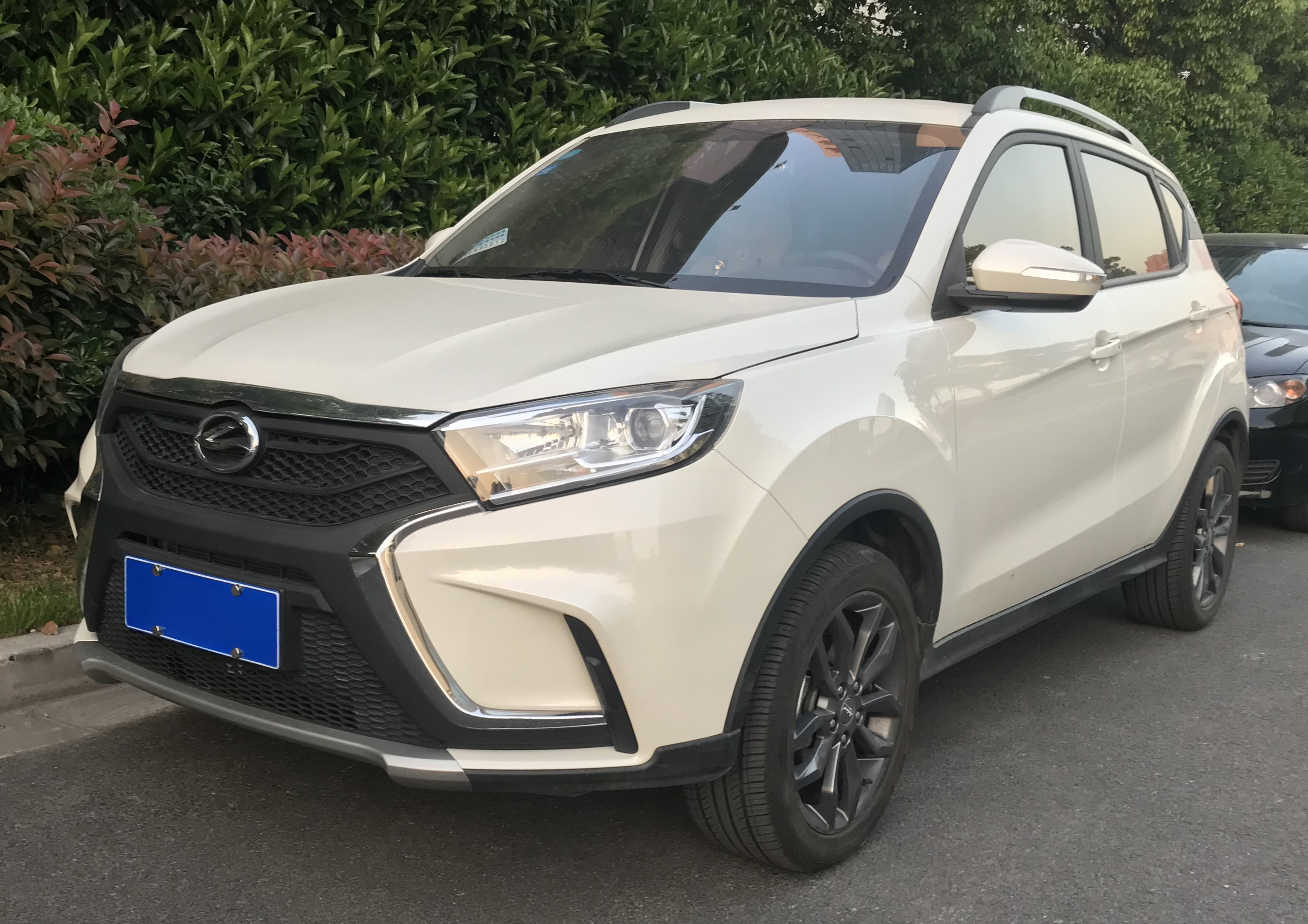
Landwind X2
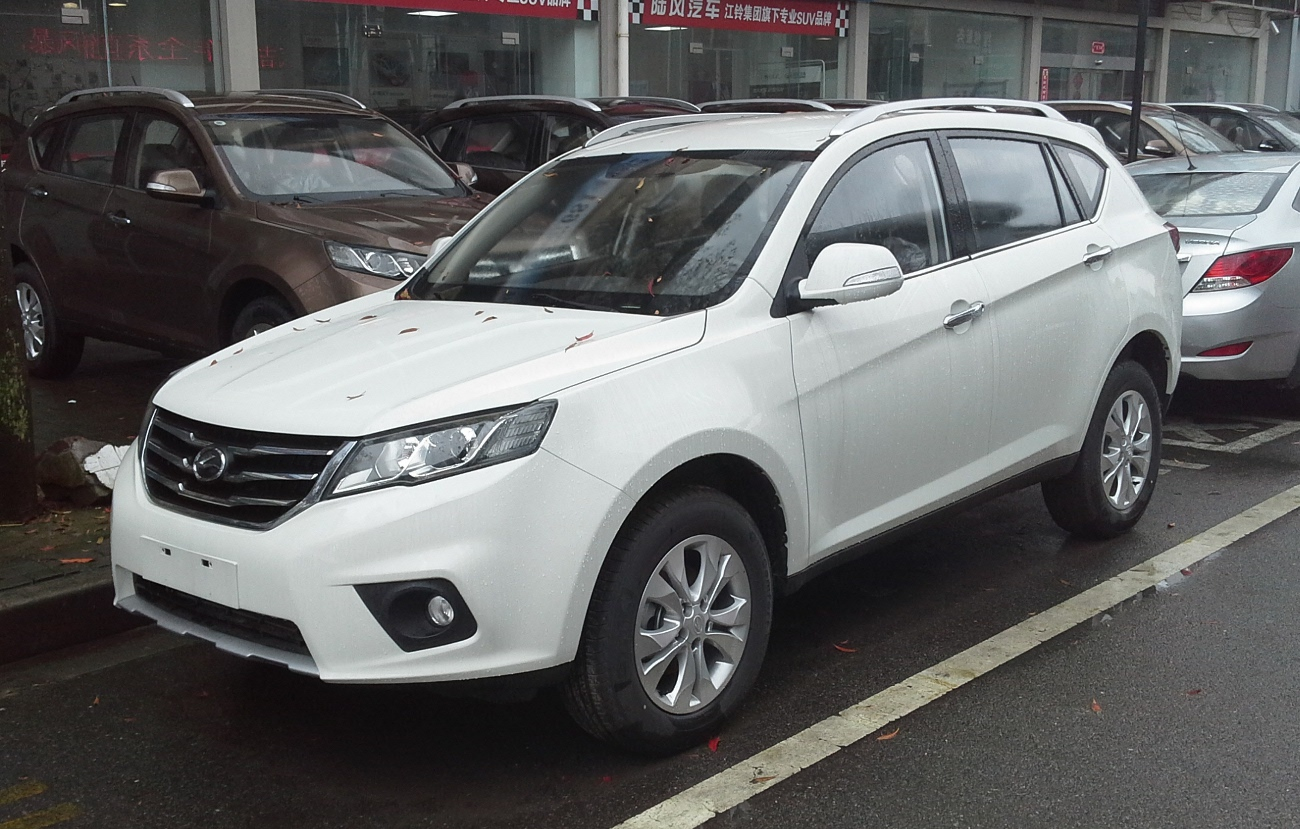
Landwind X5
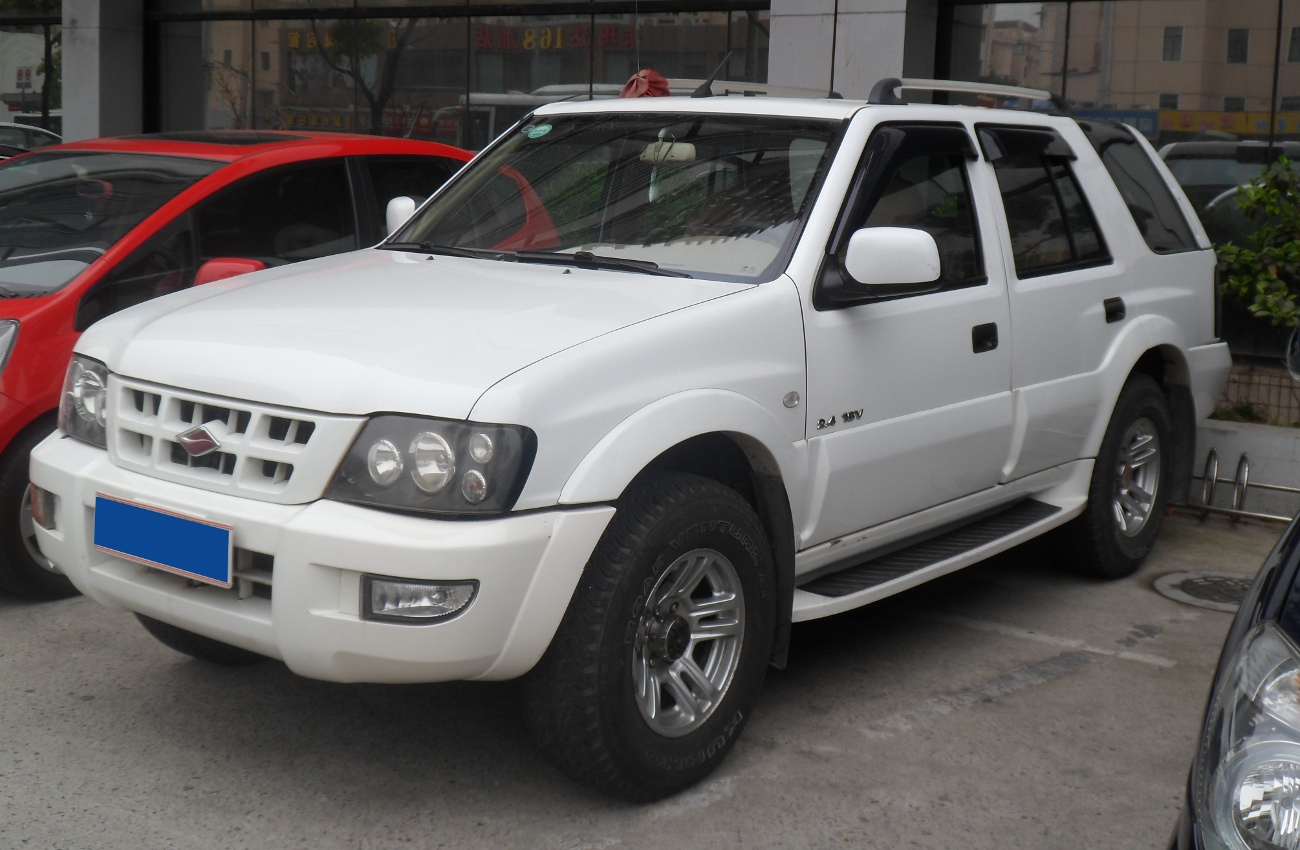
Landwind X6
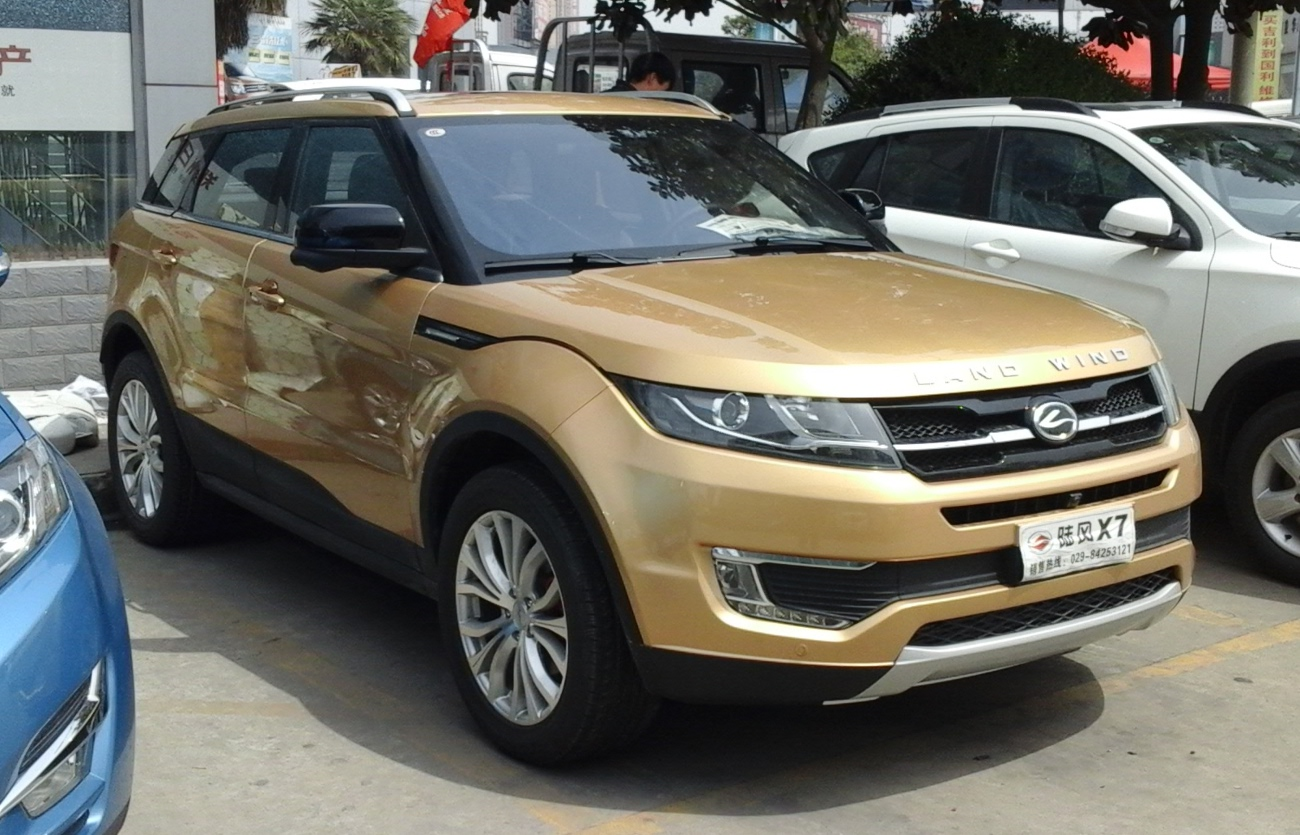
Landwind X7
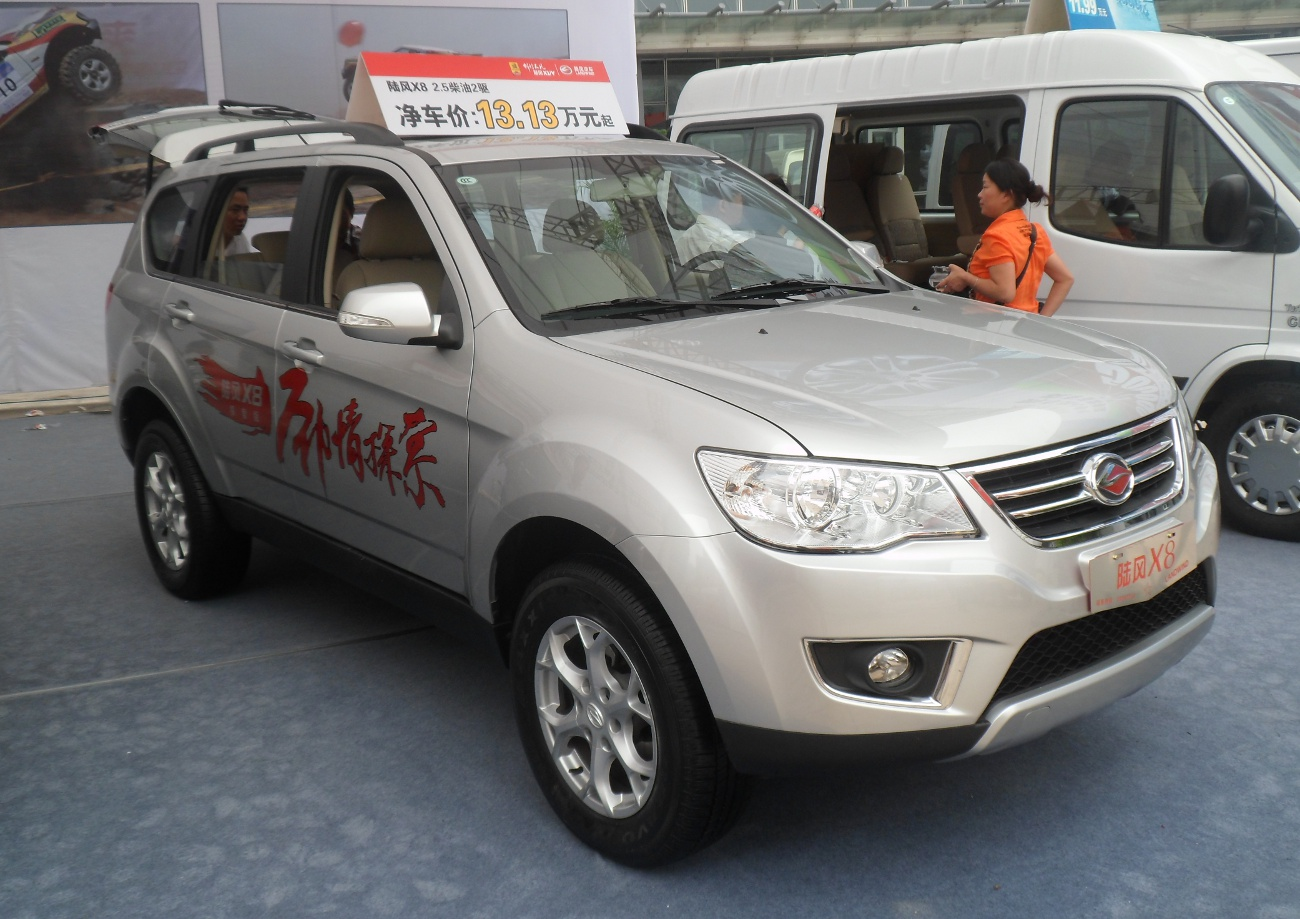
Landwind X8
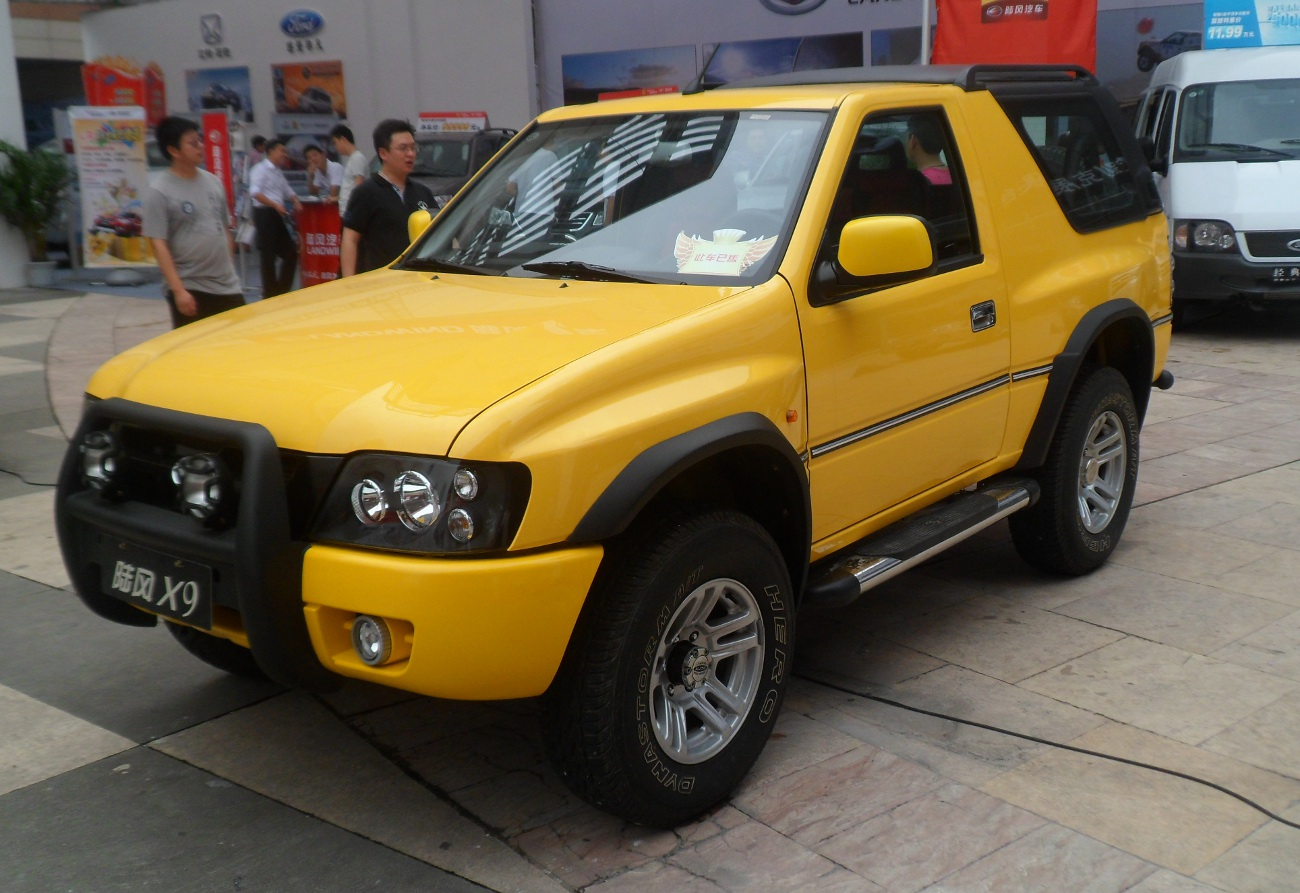
Landwind X9
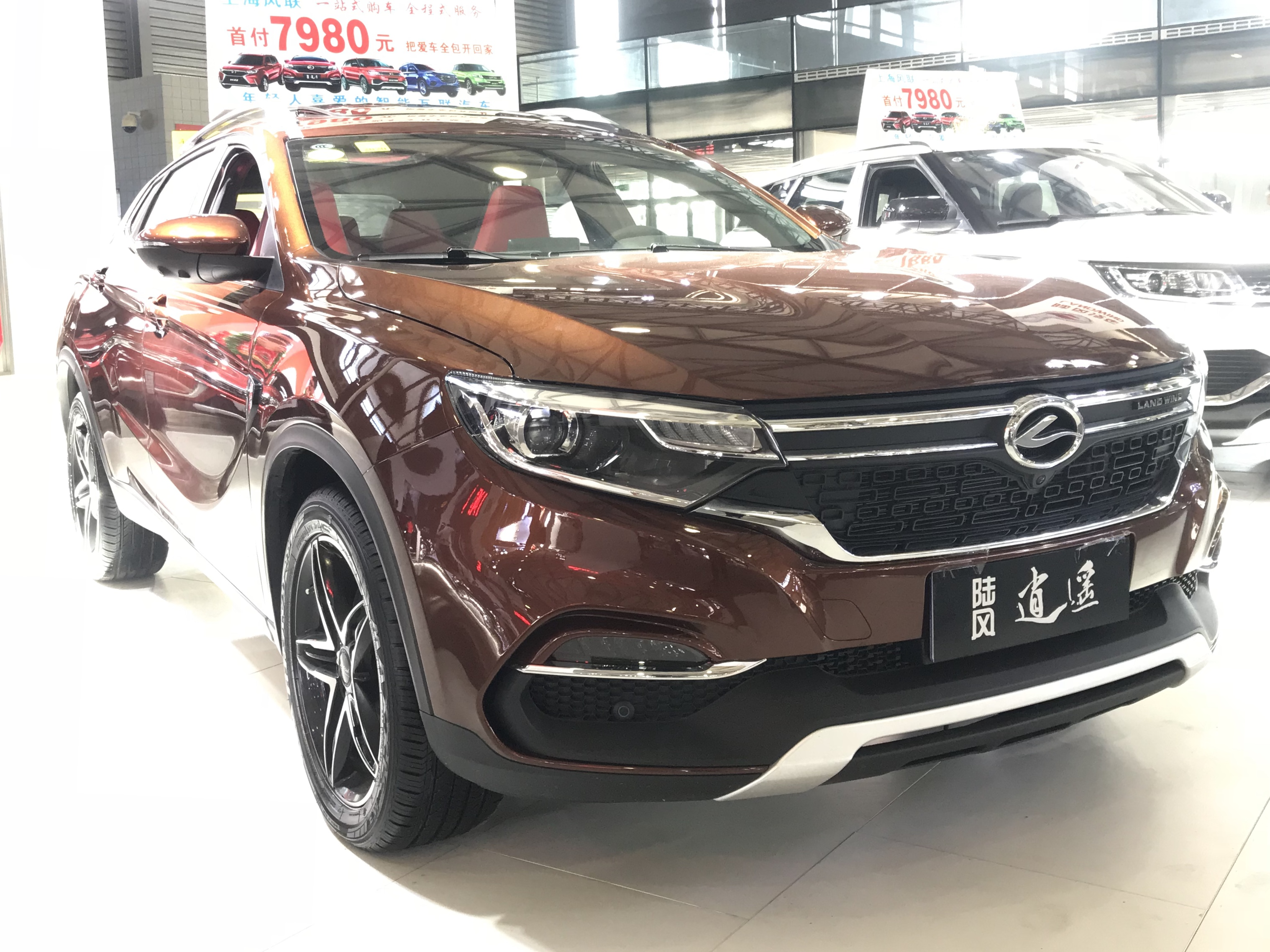
Landwind Xiaoyao
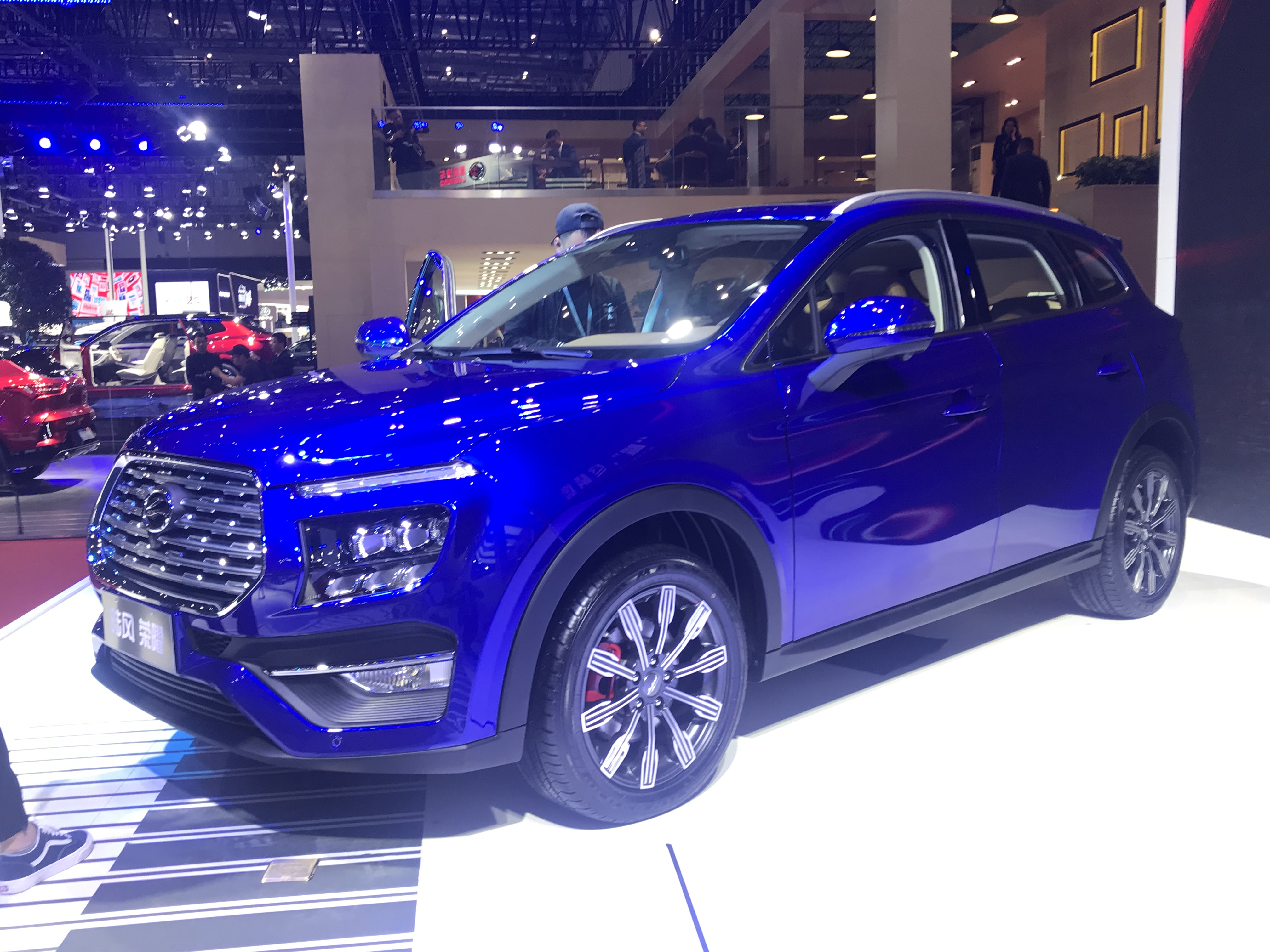
Landwind Rongyao

## Продажи
| Год  | Продажи |
| ---- | ------- |
| 2005 | 7,954   |
| 2006 | 10,162  |
| 2007 | 9,899   |
| 2008 | 5,120   |
| 2009 | 4,556   |
| 2010 | 15,151  |
| 2011 | 14,017  |
| 2012 | 12,501  |
| 2013 | 21,271  |
| 2014 | 34,002  |
| 2015 | 43,099  |
| 2016 | 80,002  |